# Османов, Гудси Дурсун оглы
Гудси Дурсун оглы Османов (азерб. Qüdsi Dursun oğlu Osmanov; род. 16 февраля 1966, Баграташен, Ноемберянский район) — азербайджанский дипломат. Посол Азербайджана в Румынии (с 2023).

## Биография
Гудси Османов родился 16 февраля 1966 года в Ноемберянском районе Армянской ССР.
Окончил Ленинградский институт инженеров водного транспорта, юридический факультет Санкт-Петербургского государственного университета, а также факультет международных отношений Санкт-Петербургского государственного университета.
В 2016 году окончил магистратуру по экономике в Дипломатической академии МИД РФ.
Кандидат политических наук. Тема диссертации: «Азербайджано-российские отношения в конце XX — начале XXI веков в контексте мировой политики».
В 1984—1987 годах — служба в рядах советской армии (ВМФ СССР, главный старшина).
Почётный консул Азербайджана в Санкт-Петербурге (1997 — 16 декабря 2004).
16 декабря 2004 года присвоен ранг чрезвычайного и полномочного посланника 1 степени.
Генеральный консул Азербайджана в Санкт-Петербурге (16 декабря 2004 — 18 апреля 2013).
Заместитель посла Азербайджана в Российской Федерации (18 апреля 2013 — 6 сентября 2016).
7 сентября 2016 года присвоен дипломатический ранг чрезвычайного и полномочного посла.
Посол Азербайджана в Молдавии (7 сентября 2016 — 9 декабря 2023).
Посол Азербайджана в Румынии (с 9 декабря 2023).

## Награды
- Грамота военно-морского флота СССР за высокие показатели в боевой и политической подготовке от Главнокомандующего Военно-Морским Флотом, адмирала флота Владимира Чернавина.
- Серебряная медаль имени выдающегося государственного деятеля и дипломата России А. М. Горчакова (2005)[12].
- Медали «300 лет Российскому флоту», «300 лет Санкт-Петербургу».
- Почётная грамота губернатора Санкт-Петербурга Георгия Полтавченко «За большой личный вклад в развитие взаимовыгодных отношений между Санкт-Петербургом и Азербайджаном».
- Медаль Следственного комитета Российской Федерации «За содействие в решении возложенных на Следственный комитет Российской Федерации задач, многолетнее и плодотворное сотрудничество со следственными органами Следственного комитета Российской Федерации» (приказ Следственного комитета Российской Федерации от 2 апреля 2013)
- Орден «За службу Отечеству» III степени (9 июля 2019 года) — за плодотворную деятельность в органах дипломатической службы Азербайджанской Республики[13]
- Медаль «100-летие органов дипломатической службы Азербайджана» (9 июля 2019 года)
- Памятный знак «Тихоокеанскому флоту 275 лет»
- Медаль "За дипломатические заслуги" II степени Министерства иностранных дел и Европейской интеграции Республики Молдова (30 октября 2023 года)
- Орден Почёта (12 декабря 2023 года, Молдавия) — в знак высокой оценки значительного вклада в развитие и укрепление дружественных отношений и успешного молдо-азербайджанского сотрудничества, а также за поддержку устойчивости Республики Молдова в кризисный период[14][15][16]
- Медаль "За сотрудничество" Министерства Внутренних Дел Республики Молдова (27 декабря 2023 года)
- Почетный диплом Правительства Молдовы (28 декабря 2023 года)